# Chiloscyphus austrigenus
Chiloscyphus austrigenus là một loài rêu tản trong họ Lophocoleaceae. Loài này được (Hook. f. & Taylor) J.J. Engel & R.M. Schust. miêu tả khoa học lần đầu tiên năm 1984.